# 飞云湖
飞云湖即珊溪水库，位于中国浙江省温州市文成县与泰顺县交界处，系珊溪水利枢纽工程建成后拦截飞云江干流所形成的人工湖，面积54.8平方千米，是浙江省第三大水库，也是浙江南部最大的湖泊。2004年，飞云湖景区成为国家重点风景名胜区。
珊溪水利枢纽工程由珊溪水电站和赵山渡引水工程组成，水库于2000年开始蓄水，正常蓄水位142米，总库容18.24亿立方米。共移民32516人，其中文成13800人，泰顺18716人。